# Matteo 16,2b-3
Il brano Vangelo secondo Matteo 16,2b-3 è un passaggio del Vangelo secondo Matteo che descrivere il confronto tra Gesù e alcuni Farisei e Sadducei che gli chiedono un segno dal cielo. Si tratta di un tipico oggetto della critica biblica del Nuovo Testamento, in quanto questi versetti sono assenti dai più antichi e migliori manoscritti e la sua autenticità è stata messa in discussione sin dal XIX secolo.

## Testo ed esegesi
(Vangelo secondo Matteo, 16,2b)
(Traduzione Nuova Riveduta)
Passaggi paralleli sono presenti nel Vangelo secondo Luca 12,54-56 e nel Vangelo di Tommaso 91,2:
(Vangelo secondo Luca 12,54-56, traduzione Nuova Riveduta)
(Vangelo di Tommaso 91,2)
Il brano nel Vangelo secondo Luca ha le seguenti differenze:
- quelli che interrogano sono "alcuni degli scribi e i Farisei" invece di "i Farisei e i Sadducei";
- quelli che interrogano non chiedono un "segno dal cielo";
- non si menziona il "segno di Giona" di Matteo 16,4.

### Testimoni
Manoscritti che includono il brano
- C, D, K, L, (N) W, Δ, Θ, Π, f1, 22, 33, 565, 700, 892, 1009, 1010, 1071, 1079, 1195, 1230, 1241, 1242, 1253, 1344, 1365, 1546, 1646, 2148, 2174, ℓ 150mg, (ℓ 185, ℓ 211, ℓ 333, ℓ 950 δύνασθε γνῶναι), Byz, it, Vulgata, syrp, syrh, copbomss, eth, geo. Girolamo incluse il passaggio nella sua Vulgata, ma era cosciente del fatto che la maggior parte dei manoscritti che aveva a disposizione non tramandavano questi versetti.

Manoscritti che escludono il brano
- Codex Sinaiticus, Vaticanus, Codex Monacensis, Codex Macedoniensis, Codex Tischendorfianus IV, Onciale 047, f13, 39, 44, 151, 157, 272, 274, 344, 376, 776, 777, 788, 792, 826, 828, 1073, 1080, 1216, 2542, syrcur, syrs, copsa, copbomss, arm, Origene.

Manoscritti che mettono in discussione il brano
- Lo segnano con un asterisco o un obelo (÷). Codex Basilensis, Codex Athous Dionysiou, 348, 829, 873, ℓ 184.[3]

Manoscritti che ricollocano il brano
- Minuscolo 579 lo inserisce dopo il versetto 9.